# Mokronog
Mokronog [mokrónog] je naselje v Sloveniji in središče Občine Mokronog - Trebelno.
Mokronog je gručasto naselje ob južnem robu kotline, ki jo prečkajo reka Mirna ter železnica in cesta Trebnje–Sevnica. Kotlino obdajajo gozdnati hribi, pod katerimi so vinske gorice. Na jugu se dviga Priča (404 mnm), na zahodu Zapečar (412 mnm) in na jugozahodu razgledna točka Žalostna gora (366 mnm) z romarsko cerkvijo. Vaško jedro je po večini z nadstropnimi stavbami pozidano sklenjeno obcestno naselje, ki se rahlo vzpenja od severovzhoda proti jugozahodu.
Arheološka izkopavanja v okolici so odkrila nekropole in poselitve, ki segajo v 9. stoletje pr. n. št. Arheološka najdišča na robu Mirnske doline sestavljajo eno izmed središč  prazgodovinske poselitve na Dolenjskem. Najdišča je 1885 odkril arheolog samouk Jernej Pečnik. Tu so nato izkopali več sto grobov.
Kot naselje se Mokronog prvič omenja 1137, kot trg pa 1279. Od obzidja  postavljenega okoli leta 1340 je dokaj dobro ohranjen le štirioglati t. i. Strelov turn. Stolp se prvič omenja 1279, grad pa 1340. Župnijska cerkev je bila v slogu baročnega klasicizma postavljena od leta 1822 do leta 1824 na mestu starejše predhodnice, ki se je leta 1815 zrušila. Zvonik so leta 1940 preuredili po načrtih arhitekta Janeza Valentinčiča. 
Mokronog je že zgodaj zaslovel po usnjarski in čevljarski obrti ter sejmih za podeželsko okolico, zlasti je bil znan po sejmih za trgovanje s prašiči.  Najbolj znan je bil sejem v soboto pred sv. Jernejem (24. avgusta), povezan z obiskom božje poti do cerkve Žalostne Matere božje na Žalostni gori.
Pomen kraja se je povečal v 19. stoletju, ko je bila leta 1808 ustanovljena ljudska šola ter 1815 postavljena usnjarna, ki je obratovala do 1943, ko so jo Nemci z bombnim napadom uničili. Med obema svetovnima vojnama je Železorudarska družba Mokronog v širši okolici raziskovala nahajališča železove rude.